# 文化的再生産
文化的再生産（ぶんかてきさいせいさん、英: Cultural reproduction）とは、文化資本の再生産のことをいう。社会的再生産とは区別される。
社会的再生産とは、階級の再生産を意味するが、経済資本の再生産はみえやすいが、文化資本の再生産は、学校システム（教育システム）がその再生産を共謀し、隠蔽しているので、みえにくい再生産表式でもある。
ピエール・ブルデューとジャン＝クロード・パスロンの著書、『再生産』（藤原書店、1991年）において、教育が象徴的権力であることが明らかにされるとともに、文化資本を教育システムが評価することによって、支配階級のもつ文化が、学校システムにおいて収益をあげ、支配階級の子どもが高い学歴を得て、高い階級へと再び再生産されることを明らかにしている。